# 4. Sinfonie (Sibelius)
Die Sinfonie Nr. 4 in a-Moll op. 63 schrieb Jean Sibelius zwischen 1910 und 1911. Die Uraufführung erlebte sie am 3. April 1911 in Helsinki mit dem Sinfonischen Orchester Helsinki unter Leitung des Komponisten, wie schon bei den Sinfonien zuvor.

## Satzbezeichnungen
Das Werk hat vier Sätze:
- Tempo molto moderato, quasi adagio
- Allegro molto vivace
- Il tempo largo
- Allegro

## Zur Musik
In diesem Werk hat Sibelius die bisher übliche Verteilung der Sätze auf der zweiten und dritten Position geändert. Der langsame Satz steht nun an dritter Stelle. Auch der erste Satz beginnt langsam und nicht traditionell schnell. In dieser Hinsicht lehnt sich Sibelius an ältere barocke Orchesterwerke an.
Das Tritonus-Intervall dominiert das melodische und harmonische Material, allerdings in einer ganz anderen Art, als es bei der dritten Sinfonie der Fall ist. Es beginnt direkt mit einer dunklen Phrase für Celli, Kontrabass und Fagott, aufsteigend von C-D-F♯-E zu einem harten unisono C. Die meisten Themen der Sinfonie arbeiten mit dem Tritonus-Intervall. Im Finale arbeitet die harmonische Spannung mit einer Kollision zwischen a-Moll und Es-Dur. Das bitonale Aufeinandertreffen zwischen A und Es in der Wiederholung des Finales führt zu einem tonalen Chaos in der Coda, in der die rivalisierenden Noten C, A, E♭ und F♯ die jeweilige Vorherrschaft anstreben in einer Serie von abschleifenden Dissonanzen mit vielen einzelnen Zusammentreffen von Terz-Intervallen. Ein Glockenspiel versucht pathetisch, die momentane Vorherrschaft von A-Dur zu begrüßen. Aber am Ende ist es die Unerbittlichkeit des C (der Note, mit der das Werk begann), die den Satz und die Sinfonie zwingt, in einem desolaten a-Moll zu enden, ohne jeden Rhythmus und Melodie.

## Wirkung
Viele Kommentatoren haben in dieser Sinfonie Kampf und Verzweiflung herausgehört. Harold Truscott schreibt: „Dieses Werk ist voll von Ahnungen, die wahrscheinlich das unbewusste Ergebnis von besonderer sinnlicher Empfindlichkeit für die Atmosphäre der damaligen Zeit sind, die wenig später in den Ersten Weltkrieg hinein explodieren sollte.“
Sibelius hatte daneben einige schwere persönliche Probleme zu ertragen. In Berlin wurde ihm ein Krebstumor aus dem Hals herausoperiert. Timothy Day schreibt, dass die Operation zwar erfolgreich war, aber Sibelius lebte jahrelang in der Angst, dass der Tumor zurückkommt, und von 1908 bis 1913 lag der Schatten des Todes auf seinem Leben.
Andere Autoren haben eine gewisse Trostlosigkeit in dem Werk erkennen wollen. Ein früher finnischer Kritiker Elmer Diktonius nannte das Werk sogar „Barkbröd“- oder Borkenbrot-Sinfonie, wobei er Bezug nahm auf die Hungersnot im Jahrhundert zuvor, während der viele Skandinavier gezwungen waren, Brot aus Rindenmehl zu essen, um nicht zu verhungern.
In dem Jahr vor dem Entstehen der Sinfonie hatte Sibelius mehrere seiner führenden musikalischen Zeitgenossen Europas kennengelernt, unter anderem Arnold Schönberg und Igor Stravinsky. Seine Beschäftigung mit deren Musik bewirkte eine Schaffenskrise in seinem eigenen Werk. Er sagte in einem Brief an seine Freundin (und spätere Biographin) Rosa Newmarch über diese Sinfonie: „Sie steht als Protest gegen die Gegenwartsmusik. Sie hat keinerlei Zirkusähnlichkeit an sich.“ Später, als er wiederholt zu seiner Sinfonie befragt wurde, meinte er kurz, ein Zitat von August Strindberg anführend: „Det är synd om människorna“ (Ein Mensch zu sein ist jämmerlich).
Die erste Schallplattenaufnahme stammt von Leopold Stokowski mit dem Philadelphia Orchestra aus dem Jahr 1932.